# ماریان مک‌پارتلند
مارگارت ماریان مک‌پارتلند (به انگلیسی: Margaret Marian McPartland) (زاده ۲۰ مارس ۱۹۱۸) نوازنده پیانوی جاز و مجری برنامه رادیویی «پیانوی جاز» در شبکه ناسودبر رادیویی ان‌پی‌آر آمریکا است. برنامه او از سال ۱۹۷۸ هر هفته پخش می‌شود.

او در سن ۹۵ سالگی با مرگ طبیعی در خانه‌اش در لانگ ایسلندِ نیویرک درگذشت.